# Juanettia continentalis
Juanettia continentalis is een eenoogkreeftjessoort uit de familie van de Chondracanthidae. De wetenschappelijke naam van de soort is voor het eerst geldig gepubliceerd in 1985 door Villalba & Fernandez.